# L'Homme de main
Pour plus de détails, voir Fiche technique et Distribution.
L'Homme de main (titre original : Johnny Allegro) est un film américain réalisé par Ted Tetzlaff, sorti en 1949, avec George Raft, Nina Foch, Will Geer et George Macready dans les rôles principaux.

## Synopsis
Ancien gangster évadé de prison, Johnny Allegro (George Raft) mène une nouvelle vie sous couverture à Los Angeles où il travaille comme fleuriste dans un hôtel. Lorsqu'il vient en aide à la belle Glenda Chapman (Nina Foch), il est découvert par la police qui lui propose un marché par le biais de l'agent du trésor Schultzy (Will Geer). Suspectant Glenda d'être liée à une bande de trafiquants, il propose à Allegro d'infiltrer cette bande afin de faire la rencontre de son supposé chef, Morgan Vallin (George Macready), le mari de Glenda, afin de le confondre.

## Fiche technique
- Titre français : L'homme de main
- Titre original : Johnny Allegro
- Réalisation : Ted Tetzlaff, assisté d'Earl Bellamy
- Scénario : Karen DeWolf et Guy Endore d'après une histoire de James Edward Grant
- Photographie : Joseph F. Biroc
- Montage : Jerome Thoms
- Musique : George Duning et Morris Stoloff
- Direction artistique : Perry Smith
- Décors : Frank Tuttle
- Costumes : Jean-Louis
- Producteur : Irving Starr
- Société de production : Columbia Pictures
- Société de distribution : Columbia Pictures
- Pays d'origine : États-Unis
- Langue originale : anglais
- Format : Noir et blanc - 1,37:1
- Genre : Film policier, film noir
- Durée : 80 minutes
- Date de sortie :
  - États-Unis : 26 mai 1949
  - France : 9 mai 1950

## Distribution
- George Raft : Johnny Allegro
- Nina Foch : Glenda Chapman
- George Macready : Morgan Vallin
- Will Geer : Schultzy
- Gloria Henry : Addie
- Ivan Triesault : Pelham Vetch
- Harry Antrim : Pudgy
- William Phillips : Roy

Et, parmi les acteurs non crédités :
- Eddie Acuff (en)
- Paul E. Burns
- Franklyn Farnum
- Saul Gorss
- Chuck Hamilton
- Thomas Browne Henry (en)
- Barry Norton
- Frank O'Connor
- Joe Palma (en)
- Steve Pendleton
- Cosmo Sardo
- Fred F. Sears
- Harlan Warde

## Autour du film
- Ce film a été tourné en Californie, notamment dans le comté de Los Angeles et plus précisément dans les villes d'Arcadia et de Los Angeles, dont on aperçoit l'arboretum et jardin botanique du comté de Los Angeles.

## Sources
- (en) Everett Aaker, George Raft : The Films, Jefferson, McFarland, 2012, 210 p. (ISBN 978-0-7864-6646-7, lire en ligne), p. 136-137.
- Jean Tulard, Le Nouveau guide des films – Intégrale, Paris, Robert Laffont, 2013, 1230 p. (ISBN 978-2-221-10451-4).
- (en) Gene Blottner, Columbia Noir : A Complete Filmography, 1940-1962, Jefferson, McFarland, 2015, 278 p. (ISBN 978-0-7864-7014-3, lire en ligne), p. 111-112.